# 時鐘座ν
時鐘座ν，又名CP-63 188，HD 17848、SAO 248656、HR 852，是時鐘座的一颗恒星，视星等为5.26，位于銀經282.75，銀緯-49.46，其B1900.0坐标为赤經2h 46m 48.3s，赤緯-63° -49.46′ 17″。